# Giro del Delfinato 2001
Il Giro del Delfinato 2001, cinquantatreesima edizione della corsa, si svolse dal 10 al 17 giugno su un percorso di 1097 km ripartiti in 7 tappe più un cronoprologo, con partenza da Morzine e arrivo a Chambéry. Fu vinto dal francese Christophe Moreau della Festina davanti al russo Pavel Tonkov e al francese Benoît Salmon.

## Tappe
| Tappa  | Data      | Percorso                                        | km   | Vincitore di tappa | Leader cl. generale |
| ------ | --------- | ----------------------------------------------- | ---- | ------------------ | ------------------- |
| Prol.  | 10 giugno | Morzine > Morzine (cron. individuale)           | 4    | Didier Rous        | Didier Rous         |
| 1ª     | 11 giugno | Morzine > Bron                                  | 227  | Fabien De Waele    | Didier Rous         |
| 2ª     | 12 giugno | Bron > Firminy                                  | 170  | Laurent Roux       | Laurent Roux        |
| 3ª     | 13 giugno | Guilherand-Granges > Carpentras                 | 184  | Unai Etxebarria    | Axel Merckx         |
| 4ª     | 14 giugno | Beaumes-de-Venise > Valréas (cron. individuale) | 43   | Jonathan Vaughters | David Millar        |
| 5ª     | 15 giugno | Romans-sur-Isère > Grenoble                     | 151  | Andrej Kivilëv     | Christophe Moreau   |
| 6ª     | 16 giugno | Pontcharra > Briançon                           | 193  | Iban Mayo          | Christophe Moreau   |
| 7ª     | 17 giugno | Vizille > Chambéry                              | 125  | Jens Voigt         | Christophe Moreau   |
| Totale | Totale    | Totale                                          | 1097 |                    |                     |

## Dettagli delle tappe

### Prologo
- 10 giugno: Morzine > Morzine (cron. individuale) – 4 km

| Pos. | Corridore     | Squadra | Tempo |
| ---- | ------------- | ------- | ----- |
| 1    | Didier Rous   | Bonjour | 5'28" |
| 2    | Bradley McGee | FDJ     | a 1"  |
| 3    | David Millar  | Cofidis | a 3"  |

| Pos. | Corridore     | Squadra | Tempo |
| ---- | ------------- | ------- | ----- |
| 1    | Didier Rous   | Bonjour | 5'28" |
| 2    | Bradley McGee | FDJ     | a 1"  |
| 3    | David Millar  | Cofidis | a 3"  |

### 1ª tappa
- 11 giugno: Morzine > Bron – 227 km

| Pos. | Corridore       | Squadra      | Tempo    |
| ---- | --------------- | ------------ | -------- |
| 1    | Fabien De Waele | Lotto-Adecco | 5h56'01" |
| 2    | Damien Nazon    | Bonjour      | s.t.     |
| 3    | Glenn Magnusson | Domo         | s.t.     |

| Pos. | Corridore       | Squadra | Tempo    |
| ---- | --------------- | ------- | -------- |
| 1    | Didier Rous     | Bonjour | 6h01'29" |
| 2    | Bradley McGee   | FDJ     | a 1"     |
| 3    | Glenn Magnusson | Domo    | a 2"     |

### 2ª tappa
- 12 giugno: Bron > Firminy – 170 km

| Pos. | Corridore       | Squadra       | Tempo    |
| ---- | --------------- | ------------- | -------- |
| 1    | Laurent Roux    | Jean Delatour | 4h14'48" |
| 2    | Axel Merckx     | Domo          | s.t.     |
| 3    | Glenn Magnusson | Domo          | a 1'43"  |

| Pos. | Corridore       | Squadra       | Tempo     |
| ---- | --------------- | ------------- | --------- |
| 1    | Laurent Roux    | Jean Delatour | 10h16'25" |
| 2    | Axel Merckx     | Domo          | a 7"      |
| 3    | Glenn Magnusson | Domo          | a 1'31"   |

### 3ª tappa
- 13 giugno: Guilherand-Granges > Carpentras – 184 km

| Pos. | Corridore             | Squadra      | Tempo    |
| ---- | --------------------- | ------------ | -------- |
| 1    | Unai Etxebarria Arana | Euskaltel    | 4h57'12" |
| 2    | Denis Menchov         | iBanesto.com | a 3"     |
| 3    | David Millar          | Cofidis      | s.t.     |

| Pos. | Corridore         | Squadra | Tempo     |
| ---- | ----------------- | ------- | --------- |
| 1    | Axel Merckx       | Domo    | 15h13'47" |
| 2    | David Millar      | Cofidis | a 1'32"   |
| 3    | Christophe Moreau | Festina | a 1'37"   |

### 4ª tappa
- 14 giugno: Beaumes-de-Venise > Valréas (cron. individuale) – 43 km

| Pos. | Corridore          | Squadra         | Tempo  |
| ---- | ------------------ | --------------- | ------ |
| 1    | Jonathan Vaughters | Crédit Agricole | 55'48" |
| 2    | David Millar       | Cofidis         | a 3"   |
| 3    | David Plaza Romero | Festina         | a 12"  |

| Pos. | Corridore          | Squadra         | Tempo     |
| ---- | ------------------ | --------------- | --------- |
| 1    | David Millar       | Cofidis         | 16h11'11" |
| 2    | Jonathan Vaughters | Crédit Agricole | a 20"     |
| 3    | Christophe Moreau  | Festina         | a 1'07"   |

### 5ª tappa
- 15 giugno: Romans-sur-Isère > Grenoble – 151 km

| Pos. | Corridore       | Squadra | Tempo    |
| ---- | --------------- | ------- | -------- |
| 1    | Andrei Kivilev  | Cofidis | 3h28'01" |
| 2    | Sven Montgomery | FDJ     | s.t.     |
| 3    | Benoît Salmon   | AG2R    | s.t.     |

| Pos. | Corridore         | Squadra | Tempo     |
| ---- | ----------------- | ------- | --------- |
| 1    | Christophe Moreau | Festina | 19h40'52" |
| 2    | Pavel Tonkov      | Mercury | a 1"      |
| 3    | Benoît Salmon     | AG2R    | a 36"     |

### 6ª tappa
- 16 giugno: Pontcharra > Briançon – 193 km

| Pos. | Corridore         | Squadra   | Tempo    |
| ---- | ----------------- | --------- | -------- |
| 1    | Iban Mayo         | Euskaltel | 5h40'01" |
| 2    | Pavel Tonkov      | Mercury   | a 1"     |
| 3    | Christophe Moreau | Festina   | s.t.     |

| Pos. | Corridore         | Squadra | Tempo     |
| ---- | ----------------- | ------- | --------- |
| 1    | Christophe Moreau | Festina | 25h20'54" |
| 2    | Pavel Tonkov      | Mercury | a 1"      |
| 3    | Benoît Salmon     | AG2R    | a 1'58"   |

### 7ª tappa
- 17 giugno: Vizille > Chambéry – 125 km

| Pos. | Corridore        | Squadra         | Tempo    |
| ---- | ---------------- | --------------- | -------- |
| 1    | Jens Voigt       | Crédit Agricole | 2h57'36" |
| 2    | Laurent Brochard | Jean Delatour   | a 1'09"  |
| 3    | Bobby Julich     | Crédit Agricole | a 1'12"  |

| Pos. | Corridore         | Squadra | Tempo     |
| ---- | ----------------- | ------- | --------- |
| 1    | Christophe Moreau | Festina | 28h24'10" |
| 2    | Pavel Tonkov      | Mercury | a 1"      |
| 3    | Benoît Salmon     | AG2R    | a 2'01"   |

## Classifiche finali

### Classifica generale
| Pos. | Corridore              | Squadra                   | Tempo     |
| ---- | ---------------------- | ------------------------- | --------- |
| 1    | Christophe Moreau      | Festina                   | 28h24'10" |
| 2    | Pavel Tonkov           | Mercury                   | a 1"      |
| 3    | Benoît Salmon          | Ag2r Prévoyance-Décathlon | a 2'01"   |
| 4    | Sven Montgomery        | FDJ                       | a 2'51"   |
| 5    | Andrei Kivilev         | Cofidis                   | a 3'57"   |
| 6    | Unai Etxebarria Arana  | Euskaltel-Euskadi         | a 4'26"   |
| 7    | Denis Menchov          | iBanesto.com              | a 5'18"   |
| 8    | Iñigo Chaurreau        | Euskaltel-Euskadi         | a 6'30"   |
| 9    | Ramón González Arrieta | Euskaltel-Euskadi         | a 6'44"   |
| 10   | Leonardo Piepoli       | iBanesto.com              | a 7'14"   |